# Johannes Buns
Johannes Buns (? – na 1673) was een 17e-eeuwse kunstschilder en tekenaar, gespecialiseerd in portretten en historiestukken.
Hoewel de meeste bronnen aannemen dat hij in de Noordelijke Nederlanden is geboren, is dit onzeker. Hij was een broer van de componist Benedictus Buns. Johannis Buns trouwde met Sophia Lefebre.
Zijn actieve schildersperiode valt tussen 1660 en 1670, aangezien er gedateerde werken van hem uit deze periode bekend zijn. Van 1660 tot 1661 was hij werkzaam in Amsterdam, waar hij op 2 februari 1660 werd vermeld als leerling van de schilder Govert Flinck. Mogelijk was hij, onder de naam Boons, ook leerling van Johann Hulsman, wat dan vóór zijn verblijf in Amsterdam moet zijn geweest. Op 13 maart 1661 werd zijn eerste kind in Amsterdam gedoopt. In 1668 bevond hij zich in Keulen, waar hij op 10 juni van dat jaar meester werd in het schildersgilde. Op 7 augustus 1673 werd in Keulen zijn vierde kind gedoopt.
Johannis Buns staat ook bekend onder de namen Böntz en Boons.
- Biografisch Portaal: 92622038
- RKD-Nederlands Instituut voor Kunstgeschiedenis: 14063
- Union List of Artist Names: 500027771
- Virtual International Authority File: 95852945